# Негушево
Негушево е село в Западна България. То се намира в Община Горна Малина, Софийска област.

## География
Селото се намира в подножието на Стара планина, на 37 км от столицата София.

## История
Село Негушево е разположено в най-източната част на Софийската котловина, където въпреки оскъдните сведения се знае, че поселища се създават още епохата на античността и средновековието. В землището на с. Негушево са запазени останки от тракийско светилище и от средновековна крепост, но точни сведения за създаването на Негушево няма. Предполага се, че е възникнало около 1182 година в земите на местността „Селището“. Съществувало е, когато оттук преминава през 1443-1444 г. кръстоносният поход на полско-унгарския крал Владислав III Ягело и Янош Хуниади, отправили се на кръстоносен поход срещу османците. Вписано е, като средно голямо село с 52 домакинства / над 200 души / в тимарски регистри от 1444-1445 г. и е плащало данъци в размер на 4167 акчета, на Илиас, син на Тути Хазър, който го получава с берат от султан Мурад.
През 1884 година е построена черквата в селото. Тя е посветена на света Параскева-Петка Търновска. Черквата е еднокорабна, изградена е от камък. Построена е от майстор Никола Герман.

## „Английският съсед“
През 2010 година започват снимките за новия БГ сериал „Английският съсед“. Сериалът е продукция на БНТ и е в 4 епизода. Сценарият е по едноименната книга на Михаил Вешим.

## Редовни събития
Събор на селото − Петковден